# Полетаево I-е (село)
Полета́ево I-е — село в Сосновском районе Челябинской области. Входит в состав Полетаевского сельского поселения.

## География
Расположено на берегу реки Миасс. Расстояние до районного центра, села Долгодеревенского, 50 км.

## Население
| 2002 | 2010 |
| ---- | ---- |
| 389  | ↘366 |

По данным Всероссийской переписи, в 2010 году численность населения села составляла 366 человек (177 мужчин и 189 женщин).

## Улицы
Уличная сеть села состоит из 3 улиц и 1 переулка.